# Der General starb im Morgengrauen
Der General starb im Morgengrauen (im Original The General Died at Dawn) ist ein US-amerikanischer Abenteuerfilm des Regisseurs Lewis Milestone. Das Drehbuch basiert auf dem gleichnamigen Roman von Charles G. Booth. Der Film wurde in Deutschland erstmals am 30. April 1981 im Fernsehen im NDR gezeigt.

## Handlung
General Yang ist ein chinesischer Provinzherr, der alle zwölf Provinzen unter Kontrolle bringen will. Er will die Seide-, Reis- und Opiummärkte beherrschen. Sein Problem ist, dass er nur wenig Waffen hat und viele seiner Soldaten desertieren. Sein Gegner ist General Wu, der den amerikanischen Abenteurer O’Hara, der von seinem zahmen Affen Sam begleitet wird, nach Shanghai schickt, um Waffen vom Waffenhändler Brighton zu besorgen. Das Geld, mit dem O’Hara die Waffen bezahlen soll, wurde von den Einwohnern in Wus Provinz erpresst.
Der Amerikaner Peter Perrie ist mit seiner Tochter Judy in China. Sie sollen O’Hara zu Yang bringen, dann die Waffen selber kaufen. Perrie ist todkrank und hat nur noch sechs Monate zu leben. Er will genug Geld zusammenbringen, damit er mit seiner Tochter nach Amerika zurückkehren kann. Judy will O’Hara in einem Zug nach Shanghai anlocken, doch die beiden verlieben sich ineinander, dabei verschweigt sie ihre Verwandtschaft zu Perrie. Ihr Vater liefert O’Hara Yang aus, der Perrie mit einem Boot folgt. In Shanghai soll O’Hara gegen die Waffen ausgetauscht werden. Wu wartet in einem Hotel in Shanghai auf O’Hara, sieht dabei Judy mit dem Affen Sam. Perrie kauft mit O’Haras Geld zwei Fahrkarten für ein Schiff nach Amerika, das in der folgenden Nacht auslaufen wird. Judy ist zerrissen und gesteht ihrem Vater ihre Gefühle für O’Hara. Sie warnt ihn, die Stadt mit dem Geld zu verlassen, doch Perrie ist geldgierig und versteckt das Geld in seinem Koffer.
In der Nacht kann O’Hara entkommen. Verletzt erreicht er Wus Hotel. Nachdem seine Wunden versorgt sind, sucht er Judy auf. Sie will ihren Vater nicht verraten, doch verlangt sie, dass dem Überbringer des Geldes 2.000 Dollar ausgehändigt werden. O’Hara findet das Geldversteck, wird dabei von Perrie in die Hand geschossen. O’Hara schießt zurück und trifft Perrie tödlich. Judy offenbart ihr Verwandtschaftsverhältnis zu Perrie. Yang und seine Leute erscheinen und nehmen O’Hara, Judy und Wu gefangen und bringen sie auf das Boot. Yang verhört sie nach dem Versteck des Geldes, doch erst als er die Leiche eines Mannes von Wu zeigt, verrät ihm Judy, wo das Geld ist, wenn er dafür O’Hara und Wu freilässt. Yang ist einverstanden. Er weiß von der Beziehung zwischen Judy und O’Hara und lässt sie sich verabschieden.
Der betrunkene Brighton findet zwischenzeitlich das Geld. Er wird von Yangs Männern erwischt und versucht zu fliehen, wobei er Yang niedersticht. O’Hara befürchtet, dass Yangs Männer sie aus Rache töten werden. Er erzählt Yang, die Welt würde glauben, dass seine Männer unloyal wären und ihn getötet haben. Yang gibt Befehl, Judy und Wu zu töten, doch O’Hara lässt nicht locker. Schließlich kann er den General überzeugen, der seine Männer auffordert, sich für die Rettung seiner Ehre gegenseitig zu töten. Der General stirbt, die Gefangen verlassen das Boot.

## Kritiken
„Einigermaßen spannender, geschickt inszenierter Abenteuerfilm.“

## Auszeichnung
Oscarverleihung 1937
- Nominierung in der Kategorie Bester Nebendarsteller für Akim Tamiroff Gewinner: Walter Brennan in Nimm, was du kriegen kannst
- Nominierung in der Kategorie Beste Filmmusik für den musikalischen Direktor Boris Morros und den Komponisten Werner Janssen Gewinner: Tony Gaudio für Ein rastloses Leben
- Nominierung in der Kategorie Beste Kamera für Victor Milner Gewinner: Leo F. Forbstein für Ein rastloses Leben

## Hintergrund
Dieser Film ist einer der über 700 Filme der Paramount Pictures, die zwischen 1929 und 1949 gedreht wurden, und deren Fernsehrechte 1958 an Universal Pictures verkauft wurden. Er ist eine reine Studioproduktion.
Gastauftritte als Reporter im Zug haben Regisseur Lewis Milestone und Drehbuchautor Clifford Odets, für den es die erste Drehbucharbeit war. Auch der Schriftsteller und Drehbuchautor John O’Hara tritt als Reporter auf. Komponist Werner Janssen arbeitete das zweite Mal für einen Film. Für die Ausstattung sorgten Ernst Fegté und Hans Dreier, beides gebürtige Deutsche, der Toningenieur war Louis Mesenkop. Die visuellen Effekte des Films stammen von Gordon Jennings. Unter anderem sieht man eine der ersten Beispiele des Split-Screen-Verfahrens und des Morphings.
Der Filmcharakter des Helden O’Hara ist dem realen Abenteurer Morris Abraham Cohen, genannt Two Guns, (1887–1970), nachempfunden. Der in London geborene Cohen wurde in den 1930er Jahren unter dem chinesischen Politiker Sun Yat-sen, dem Gründer der Kuomintang, Generalmajor der chinesischen Armee.